# Logaritmo integrale

Grafico della funzione logaritmo integrale nell'intervallo da 0 a 5.

Il logaritmo integrale, detto anche funzione logaritmica integrale, iperlogaritmo o logologaritmo, è una funzione matematica molto utile nella teoria analitica dei numeri.
Per {\displaystyle x\neq 1} esso è definito come:
{\displaystyle {\rm {li}}(x)=\int _{0}^{x}{\frac {1}{\ln(y)}}\,dy,}
dove {\displaystyle \ln(x)} è il logaritmo naturale di {\displaystyle x} e con l'integrale si intende il valore principale:
{\displaystyle {\rm {li}}(x)=\lim _{\varepsilon \to 0+}\left(\int _{0}^{1-\varepsilon }{\frac {dy}{\ln(y)}}+\int _{1+\varepsilon }^{x}{\frac {dy}{\ln(y)}}\right).}
La funzione {\displaystyle {\rm {li}}(x)} ha un solo zero positivo, che si presenta per {\displaystyle x\approx 1,4513692348\dots }; tale numero è noto come costante di Ramanujan-Soldner.
Spesso si usa perciò, per evitare la singolarità nel dominio di integrazione, la versione:
{\displaystyle {\rm {Li}}(x)={\rm {li}}(x)-{\rm {li(2)}}=\int _{2}^{x}{\frac {1}{\ln(y)}}\,dy.}

## Funzione integrale esponenziale
Il logaritmo integrale è strettamente collegato alla funzione integrale esponenziale {\displaystyle {\mbox{Ei}}:}
{\displaystyle {\mbox{li}}(x):={\mbox{Ei}}(\ln(x)),}
per tutti gli {\displaystyle x} reali positivi diversi da 1. Questa relazione fornisce una rappresentazione in serie del logaritmo integrale:
{\displaystyle {\rm {li}}(e^{u})={\hbox{Ei}}(u)=\gamma +\ln |u|+\sum _{n=1}^{\infty }{u^{n} \over n\cdot n!},\quad {\text{per }}u\neq 0,}
dove {\displaystyle \gamma } denota la costante di Eulero-Mascheroni.

## Teoria dei numeri
Il logaritmo integrale ha un ruolo molto importante nella teoria dei numeri; infatti, il teorema dei numeri primi afferma che:
{\displaystyle \pi (x)\sim {\rm {Li}}(x),}
dove {\displaystyle \pi (x)} è la funzione enumerativa dei primi, ovvero la funzione che indica il numero di numeri primi minori di {\displaystyle x}. In pratica la formula può essere usata per avere una buona approssimazione del numero di primi inferiori o uguali a {\displaystyle x}. Il valore di {\displaystyle {\rm {Li}}(x)} rimane superiore a {\displaystyle \pi (x)} fino a numeri estremamente grandi, tanto che molti matematici pensavano che dovesse rimanere sempre superiore. Nel 1914 però Littlewood dimostrò che la differenza {\displaystyle {\rm {Li}}(x)-\pi (x)}, pur rimanendo positiva fino a numeri estremamente grandi, in seguito cambia di segno infinite volte, per cui esistono infiniti valori di {\displaystyle x} per i quali {\displaystyle \pi (x)} è maggiore di {\displaystyle {\rm {Li}}(x).}
Nel 1933 il matematico sudafricano Stanley Skewes dimostrò un limite superiore per il più piccolo di tali valori. Assumendo che l'ipotesi di Riemann sia vera, egli valutò tale limite in circa {\displaystyle 10^{10^{10^{34}}}}. In seguito questo limite, immensamente grande, è stato notevolmente abbassato, e attualmente è di 1,39×10316 (C. Bay & R.H. Hudson, 2000).

## Sviluppo asintotico
Il comportamento asintotico per {\displaystyle x\to +\infty } è:
{\displaystyle {\rm {li}}(x)=O\left({x \over \ln x}\right),}
dove {\displaystyle O} è la notazione O-grande. L'espansione completa ha la forma:
{\displaystyle {\rm {li}}(x)\sim {\frac {x}{\ln x}}\sum _{k=0}^{\infty }{\frac {k!}{(\ln x)^{k}}},}
o equivalentemente:
{\displaystyle {\frac {{\rm {li}}(x)}{x/\ln x}}\sim 1+{\frac {1}{\ln x}}+{\frac {2}{(\ln x)^{2}}}+{\frac {6}{(\ln x)^{3}}}+\cdots .}
Si tratta di una serie divergente, che rappresenta una buona approssimazione solo se viene troncata, ed è utilizzata per grandi valori di {\displaystyle x.} Segue direttamente dall'espansione dell'integrale esponenziale.